# Faidra
Faidra (řecky Φαίδρα, v latinské podobě Phaedra) je v řecké mytologii dcera krétského krále Mínóa a jeho manželky Pásifaé. Měla čtyři bratry (Deukalión, Glaukos, Androgeós a Katreus) a starší sestru Ariadnu.
Syn athénského krále Aigea Théseus zabil Mínotaura za pomoci Faidřiny sestry Ariadny. Tu posléze opustil a po řadě dobrodružství se stal athénským králem. Po smrti své manželky Antiopy se oženil podruhé – s Faidrou. Dvojice měla všechny předpoklady pro šťastné manželství,[zdroj?] Faidra se však zamilovala do Théseova syna z prvního manželství – Hippolyta. 
Příběh má několik verzí. Jedna říká, že se lásce bránila a vzala si život, aby zachránila svou i manželovu čest. Podle jiné verze ona sama Hippolyta sváděla, byla však odmítnuta a z uražené ješitnosti ho obvinila, že byla svedena. Théseus požádal boha Poseidóna, aby Hippolyta zahubil. Poseidón poslal netvora, který splašil koně a ti Hippolyta usmýkali k smrti. Když vyšla pravda najevo, spáchala Faidra sebevraždu.

## Odraz v umění
Generace umělců se přely o to, zda Faidra byla svůdkyně, nebo nevinná oběť; mnozí její příběh zpracovali.

### Malířství
- Pierre-Narcisse Guérin: Phèdre et Hippolyte, 1815, Musée du Louvre
- Alexandre Cabanel: Phèdre, 1880, Musée Fabre

### Drama
- Eurípidés: Hippolytos, tragédie
- Lucius Annaeus Seneca: Phaedra
- Jean Racine: Faidra (Phèdre), 1677
- Gabriele d'Annunzio: Fedra, 1909
- Bernard von Brentano: Phädra, 1939
- Robinson Jeffers: Žena z Kréty (The Cretan Woman), 1951
- Per Olov Enquist: Pro Faidru (Till Fedra), 1980
- Sarah Kane: Faidra (z lásky) (Phaedra’s Love), 1996, adaptace Senecovy Faidry
- Karol Horák: Domov z plastelíny [Faidra.vertikálny rez], 2007
- Marina Carr: Konec Faidry (Faidra backwards), 2011

### Hudba
- Jean-Philippe Rameau: Hippolyte et Aricie (1733) – opera
- Christoph Willibald Gluck: Ippolito (1744) – opera
- Giovanni Paisiello: Fedra, (1788) – opera
- Jules Massenet: Předehra k Racinově Faidře, 1909
- Ildebrando Pizzetti: Fedra, 1915, opera na text d'Annunziův
- Arthur Honegger: Předehra k d'Annunziově Faidře (Prélude pour la 'Phaedre' de Gabriele d'Annunzio, H 61), 1926
- Jean Cocteau, hudba Georges Auric: Phédre, 1950 – balet
- Tangerine Dream, album Phaedra, 1974 – ambient/electronic
- Benjamin Britten: Phaedra, 1975 – kantáta
- Emil Viklický: Faidra, vítězná skladba v mezinárodní soutěži Nová Opera pro Prahu 2000